# حوالی
حوالی مجله‌ای در زمینه علوم اجتماعی و شهرسازی بود که از فروردین ۱۳۹۸ تا تابستان ۱۴۰۰ به صورت دو ماه یک‌‌بار منتشر می‌شد. در هر شمارهٔ حوالی، یک فضا محوریت داشت و تمام محتواها، حولِ همان عنصر فضایی نوشته می‌شد. در مجموع ۸ شماره از این مجله به‌علاوهٔ دو ویژه‌نامه منتشر شد.

## خط مشی
«حوالی از فضای زندگی آدم‌ها می‌گوید. فضایی که زنده است و با آدم‌ها ساخته می‌شود. بر ما تأثیر می‌گذارد و از ما تأثیر می‌پذیرد. فضایی که حاصلِ دیدن، شنیدن و تجربه کردن است. ما می‌خواهیم این تجربه‌ها را به اشتراک بگذاریم و به حوالی خود نزدیک‌تر شویم. ما می‌خواهیم حوالی هر کسی جای بهتری برای زندگی باشد.»
توضیح شناسنامه حوالی درباره خط مشی این مجله

حوالی مجله‌ای دربارهٔ آدم‌ها و محیط اطرافشان است. محیط اطراف می‌تواند شهر، خانه یا مقیاس‌های کوچک‌تر و بزرگ‌تر از این‌ها باشد. در هر شمارهٔ حوالی، یک فضا محوریت دارد و تمام محتواها، حولِ همان عنصر فضایی تولید می‌شوند.
شهرسازی، معماری و جامعه‌شناسی مضامین اصلی حوالی را تشکیل می‌دهد. با این حال موضوعات دیگری مانند ادبیات، سینما و انسان‌شناسی نیز در این مجله بررسی می‌شود.

## موضوعات
در مجموع ۸ شماره از این مجله طی دو سال و نیم فعالیت (از فروردین ۱۳۹۸ تا تابستان ۱۴۰۰) منتشر شد که موضوعات آن‌ها به شرح زیر بود:
1. ترمینال
2. قبرستان
3. باشگاه و ورزشگاه
4. پُل
5. خوابگاه
6. بیمارستان
7. متروکه
8. تره‌بار

همچنین دو ویژه‌نامه با عنوان «ما و فضای اطرافمان» توسط این مجله منتشر شد که به حوادث ۱۳۹۸ و کرونا می‌پرداخت.

## نکات
- گردانندگان حوالی جمعی از فارغ‌التحصیلان رشتۀ شهرسازی هستند که فعالیت مطبوعاتی خود را با مجله‌ای به نام شَهرت از زمان دانشجویی آغاز کردند.[۶]
- این مجله برای انتشار شماره‌ی نخست در اسفند ۱۳۹۷، بخشی از هزینه‌های چاپ و انتشار را از طریق جمع‌سپاری مالی تامین کرد.[۴] همچنین حوالی در شمارۀ دوم[۷] و شمارۀ پنجم[۸]، از جمع‌سپاری بهره برد. در مجموع حدود ۷۰۰ نفر در کمپین‌های پیش‌فروش حوالی شرکت کرده‌اند.
- هر شمارهٔ حوالی در قالب رویدادی با نام کِنار رونمایی می‌شد. در این رویداد مخاطبان حوالی و افراد درگیر با حوزهٔ شهر و معماری گرد هم جمع می‌شدند.
- گردانندگان حوالی، برای انتشار مطلب کمتر به سراغ افراد شناخته شده می‌روند. در سرمقالۀ شمارۀ چهارم [۹] این مجله نوشته شده که «برای آن‌ها نزدیکی نویسنده به موضوع از اولویت بالاتری از قدرت قلمشان دارد. به همین خاطر نباید در حوالی در جستجوی چهره‌های سرشناس بود.»[۳]